# Boghandle
Boghandle (navnet udtales som på engelsk: /bɑɡˈhæn.dl/) var et dansk band (1985-1996), der endte med at få prædikatet: "Danmarks første grungeband".
Bandet blevet dannet af Morten Lykkeby og Henrik Føhns i 1985. Efter en del udskiftninger kulminerede gruppen i 1993 kunstnerisk og publikumsmæssigt med en stribe koncerter i Europa, hvor de bl.a. overraskede publikum på Roskilde Festival ved at springe ud i faldskærm over festivalpladsen, før de skulle optræde. 
Forsanger Ian Walsh forlod gruppen i 1994, og guitaristen Martin Lind overtog pladsen foran mikrofonen. I efteråret 1995 udgav de albummet Boghandle Torched – en plade, der ikke er inspireret af grunge, men heavy metal, fusion og tidlig 70'er-rock.

## Medlemmer
- Morten Lykkeby: Bas (1985-1996)
- Henrik Føhns: Guitar (1985-1989)
- Timmy Andersen: Vokal (1986-1988)
- Michael Løfval: Trommer (1986-1988)
- Henrik Kjær Hansen: Guitar (1987-1988)
- Jens Hesselholt: Trommer (1988-1991)
- Ian Walsh: Vokal, guitar (1989-1994)
- Martin Lind: Guitar (1989-1996) (vokal 1995)
- Clyde Hofgart: Trommer (1991-1996)

## Albummer
- Son of a Six-Pack (lp – 1990)
- Step on It (cd – 1992)
- Worth Dying For (cd – 1993)
- Eigens Springball (Live – 1994)
- Torched (cd 1995)